# Hoplodoris bifurcata
Hoplodoris bifurcata is een slakkensoort uit de familie van de Discodorididae. De wetenschappelijke naam van de soort is voor het eerst geldig gepubliceerd in 1993 door Baba.